# Atanazy III (syryjsko-prawosławny patriarcha Antiochii)
Atanazy III (ur. ?, zm. 740) – w latach 724-740 48. syryjsko-prawosławny Patriarcha Antiochii.